# Bailly (Oise)
Pour les articles homonymes, voir Bailly.
Bailly est une commune française située dans le département de l'Oise, en région Hauts-de-France.
Ses habitants sont appelés les Baillotins.

## Géographie

### Description
Bailly est  un village périurbain picard situé sur la rive gauche de l'Oise, le long de la RD 165, entre les forêts domaniales de Laigue et d'Ousrcamps-Carlepont.
La commune se trouve à une dizaine de kilomètres au sud de Noyon, une quinzaine de kilomètres au nord-est de Compiègne et à une trentaine de kilomètres au nord-ouest de Soissons, dans l'aire urbaine de Compiègne.

### Communes limitrophes
|                      | Chiry-Ourscamp | Carlepont    |
| Pimprez              | Bailly         |              |
| Saint-Léger-aux-Bois | Tracy-le-Mont  | Tracy-le-Val |

### Hydrographie

#### Réseau hydrographique
La commune est située dans le bassin Seine-Normandie. Elle est drainée par l'Oise, le ru du Daniel, le ru du Moulin, le ru Dange et un autre petit cours d'eau,.
L'Oise prend sa source en Belgique, à 309 mètres d'altitude, dans l'ancienne commune de Forges et se jette dans la Seine à 20 mètres d'altitude, au Pointil en rive droite et en aval du centre de Conflans-Sainte-Honorine dans le département des Yvelines. D'une longueur 341 kilomètres, elle est presque entièrement navigable et bordée de canaux sur 104 kilomètres. 

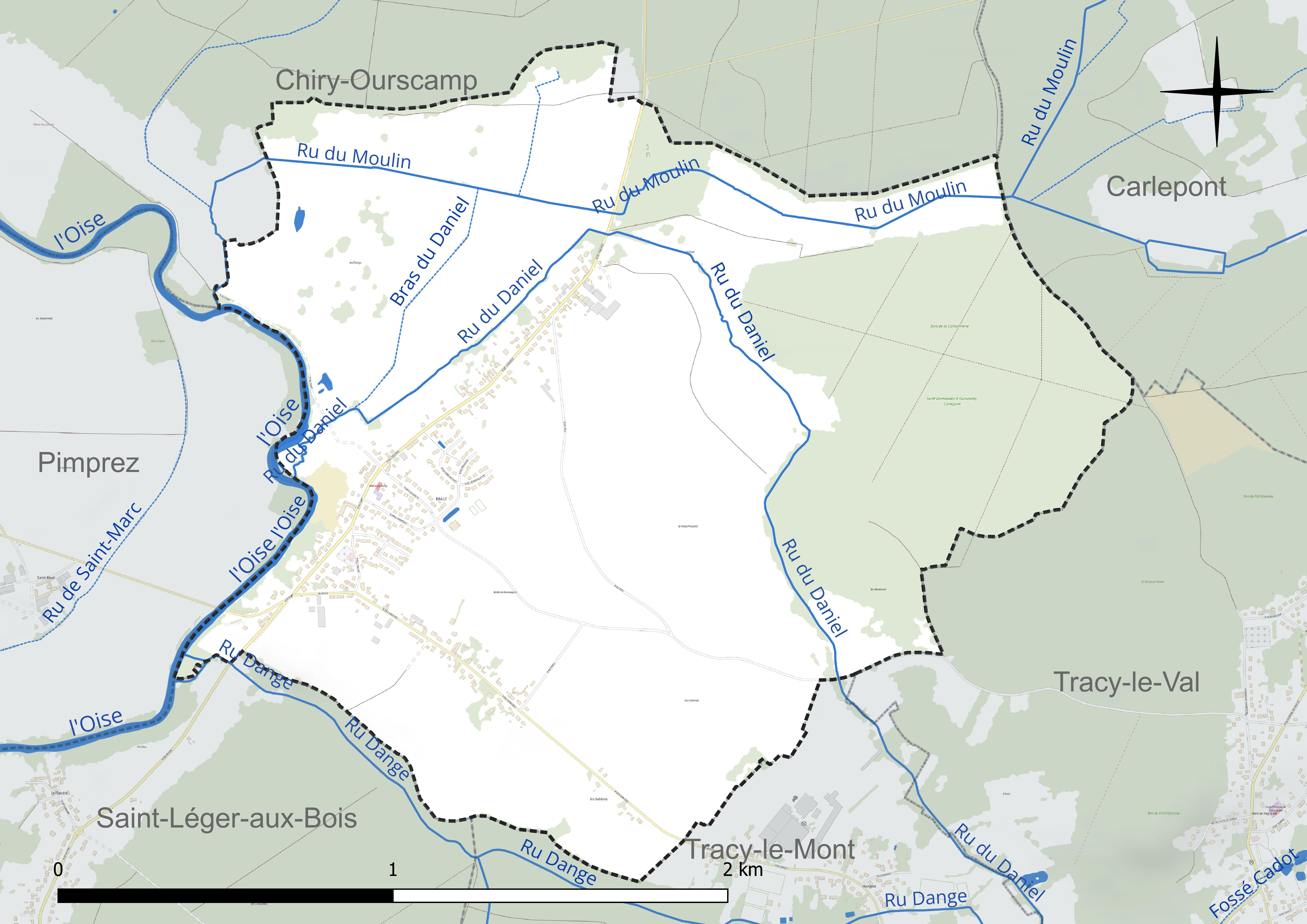
Réseau hydrographique de Bailly.

#### Gestion et qualité des eaux
Le territoire communal est couvert par le schéma d'aménagement et de gestion des eaux (SAGE) « Sensée ». Ce document de planification concerne un territoire de 1 013 km2 de superficie, délimité par le bassin versant de l'Oise moyenne. Le périmètre a été arrêté le 24 avril 2017 et le SAGE est, en 2024, encore en élaboration. La structure porteuse de l'élaboration et de la mise en œuvre est le syndicat mixte du SAGE Oise-Moyenne (SMOM). 
La qualité des cours d'eau peut être consultée sur un site dédié géré par les agences de l'eau et l'Agence française pour la biodiversité. 

### Climat
Pour des articles plus généraux, voir Climat des Hauts-de-France et Climat de l'Oise.
En 2010, le climat de la commune est de type climat océanique dégradé des plaines du Centre et du Nord, selon une étude du CNRS s'appuyant sur une série de données couvrant la période 1971-2000. En 2020, Météo-France publie une typologie des climats de la France métropolitaine dans laquelle la commune est dans une zone de transition entre le climat océanique et le climat océanique altéré et est dans la région climatique  Nord-est du bassin Parisien, caractérisée par un ensoleillement médiocre, une pluviométrie moyenne régulièrement répartie au cours de l'année et un hiver froid (3 °C). 
Pour la période 1971-2000, la température annuelle moyenne est de 10,6 °C, avec une amplitude thermique annuelle de 14,8 °C. Le cumul annuel moyen de précipitations est de 679 mm, avec 11,2 jours de précipitations en janvier et 8,4 jours en juillet. Pour la période 1991-2020, la température moyenne annuelle observée sur la station météorologique la plus proche, située sur la commune de Margny-lès-Compiègne à 13 km à vol d'oiseau, est de 11,2 °C et le cumul annuel moyen de précipitations est de 633,5 mm,. Pour l'avenir, les paramètres climatiques de la commune estimés pour 2050 selon différents scénarios d'émission de gaz à effet de serre sont consultables sur un site dédié publié par Météo-France en novembre 2022.

## Urbanisme

### Typologie
Au 1er janvier 2024, Bailly est catégorisée bourg rural, selon la nouvelle grille communale de densité à sept niveaux définie par l'Insee en 2022.
Elle est située hors unité urbaine. Par ailleurs la commune fait partie de l'aire d'attraction de Compiègne, dont elle est une commune de la couronne,. Cette aire, qui regroupe 101 communes, est catégorisée dans les aires de 50 000 à moins de 200 000 habitants,.

### Occupation des sols
L'occupation des sols de la commune, telle qu'elle ressort de la base de données européenne d'occupation biophysique des sols Corine Land Cover (CLC), est marquée par l'importance des territoires agricoles (65,1 % en 2018), en diminution par rapport à 1990 (66,3 %). La répartition détaillée en 2018 est la suivante : 
terres arables (32,7 %), prairies (32,4 %), forêts (24,1 %), zones urbanisées (10 %), milieux à végétation arbustive et/ou herbacée (0,8 %). L'évolution de l'occupation des sols de la commune et de ses infrastructures peut être observée sur les différentes représentations cartographiques du territoire : la carte de Cassini (XVIIIe siècle), la carte d'état-major (1820-1866) et les cartes ou photos aériennes de l'IGN pour la période actuelle (1950 à aujourd'hui).

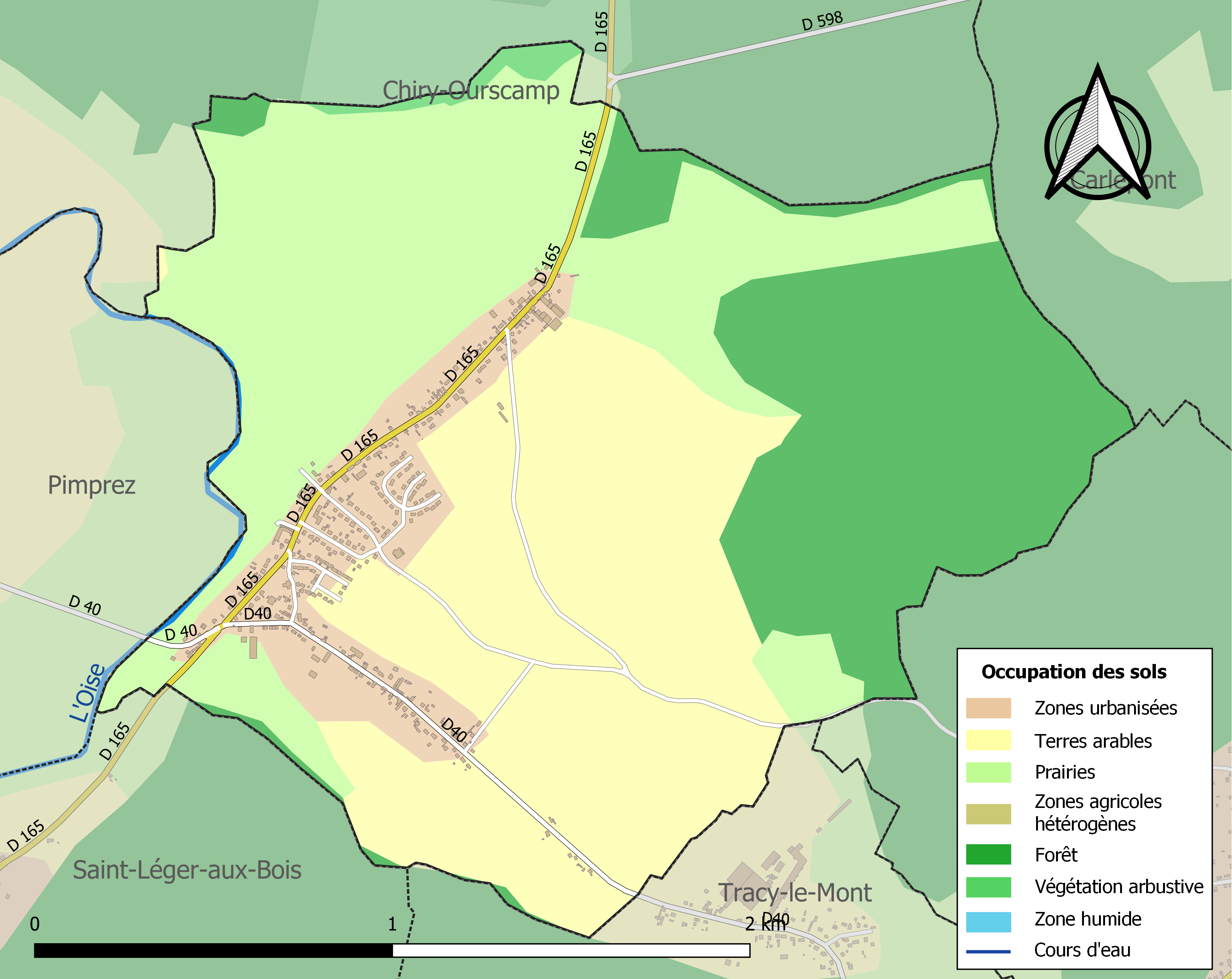
Carte des infrastructures et de l'occupation des sols de la commune en 2018 (CLC).

### Voies de communication et transports
La commune est desservie, en 2023, par les lignes 665, 6321, 6332 et 6334 du réseau interurbain de l'Oise.

## Toponymie
Ce toponyme peut dériver du vieux français baille : « enclos », à l'époque gallo-romaine, un vicus, formé en rectangle autour de la villa d'un dignitaire, qui prendra le nom de celui-ci Batallius auquel est ajouté le suffixe -acum de localisation et de propriété.
Homonymie avec Bailly (Yvelines).

## Histoire
Bailly tiendrait son nom du latin « Baillium » dû à l'existence d'un fort dont on a pu retrouver des vestiges de fossés et de souterrains. Ce fort fut occupé par les Normands au IXe siècle.
La terre de Bailly relevait du comté de Noyon. C'était un fief du domaine royal sous-inféodé[C'est-à-dire ?] par les évêques à des chevaliers qui prirent le titre de seigneurs de Bailly : Guy et Jean Bäes de Bailly, Enguerrand de Guynes, Philippe de Coucy, Jean II, Jean de Béthune, Jean et Gauthier de Hennin, Hugues et Bertrand du Bois, Guillaume de Marafin.
L'abbaye d'Ourscamp reste propriétaire de la terre de Bailly jusqu'à la Révolution française. Le château servait de résidence d'été et permettait de surveiller le travail des paysans dans les champs et les étangs, dont les poissons étaient destinés à la consommation des religieux.
Première Guerre mondiale
Bailly a été occupé par l'armée allemande dès 1914 et pendant une partie de la Première Guerre mondiale, Le clocher de l'église a servi de lieu d'observation allemand, amenant à des bombardements français, et la commune s'est retrouvée sur la ligne de front jusqu'en 1917,,,.
Bailly et ses deux châteaux ont été totalement rasés et a  été décoré de la Croix de guerre 1914-1918, le 15 février 1921.

## Politique et administration

### Rattachements administratifs et électoraux
Rattachements administratifs
La commune se trouve dans l'arrondissement de Compiègne du département de l'Oise.
Elle faisait partie depuis 1801 du canton de Ribécourt-Dreslincourt. Dans le cadre du redécoupage cantonal de 2014 en France, cette circonscription administrative territoriale a disparu, et le canton n'est plus qu'une circonscription électorale.
Rattachements électoraux
Pour les élections départementales, la commune fait partie depuis 2014 du canton de Thourotte.
Pour l'élection des députés, elle fait partie de la sixième circonscription de l'Oise.

### Intercommunalité
Bailly est membre de la communauté de communes des Deux Vallées, un établissement public de coopération intercommunale (EPCI) à fiscalité propre créé en 1996.

### Politique locale
Lors des élections municipales de 2020 dans l'Oise, une seule liste se présente  sur laquelle figurait le maire sortant, Michel Lesueur, et est donc élue.
Toutefois, lors du premier conseil municipal, le maire sortant voit son ex-premier adjoint, Bernard Beblo briguer avec succès  le mandat de maire, récoltant huit voix, contre sept pour le maire sortant. À l'instigation de Michel Lesueur, un collectif citoyen  demande la démission totale du conseil municipal, largement approuvée par les habitants qui se seraient exprimés par 376 signatures sur 508 électeurs, dont 74 % désapprouvent la décision de Bernard Beblo de postuler. Mi juin 2020, le conseil municipal démissionne en totalité. La commune est alors administrée par une délégation spéciale nommée par la préfecture et chargée d'organiser de nouvelles élections municipales, qui se tiennent le 11 octobre 2020 et voient le succès de la liste menée Michel Lesueur par 258 des 352 votes exprimés, face à celle menée par Pascal Rougelot (87 voix), soutien de Bernard Beblo.
Le nouveau conseil municipal réuni le 16 octobre 2020 a vu la réélection de Michel Lesueur comme maire du village.

### Liste des maires
| Période                                  | Période                       | Identité       | Étiquette | Qualité                                                                                          |
| ---------------------------------------- | ----------------------------- | -------------- | --------- | ------------------------------------------------------------------------------------------------ |
| Les données manquantes sont à compléter. |                               |                |           |                                                                                                  |
| 1977                                     | janvier 2013                  | Philippe Brou  | DVD       | Aviculteur Président du Syndicat d'assainissement Bailly-Saint-Léger-aux-Bois Décédé en fonction |
| mars 2013                                | mai 2020                      | Michel Lesueur |           | Agriculteur                                                                                      |
| mai 2020                                 | juin 2020                     | Bernard Beblo  |           | Commerçant retraité                                                                              |
| octobre 2020                             | En cours (au 18 octobre 2020) | Michel Lesueur |           | Agriculteur                                                                                      |

## Population et société

### Démographie

#### Évolution démographique
L'évolution du nombre d'habitants est connue à travers les recensements de la population effectués dans la commune depuis 1793. Pour les communes de moins de 10 000 habitants, une enquête de recensement portant sur toute la population est réalisée tous les cinq ans, les populations de référence des années intermédiaires étant quant à elles estimées par interpolation ou extrapolation. Pour la commune, le premier recensement exhaustif entrant dans le cadre du nouveau dispositif a été réalisé en 2005.

En 2022, la commune comptait 605 habitants, en évolution de −5,91 % par rapport à 2016 (Oise : +0,87 %, France hors Mayotte : +2,11 %).
| 1793 | 1800 | 1806 | 1821 | 1831 | 1836 | 1841 | 1846 | 1851 |
| ---- | ---- | ---- | ---- | ---- | ---- | ---- | ---- | ---- |
| 387  | 358  | 349  | 365  | 430  | 417  | 406  | 904  | 429  |

| 1856 | 1861 | 1866 | 1872 | 1876 | 1881 | 1886 | 1891 | 1896 |
| ---- | ---- | ---- | ---- | ---- | ---- | ---- | ---- | ---- |
| 411  | 420  | 385  | 366  | 334  | 322  | 306  | 323  | 337  |

| 1901 | 1906 | 1911 | 1921 | 1926 | 1931 | 1936 | 1946 | 1954 |
| ---- | ---- | ---- | ---- | ---- | ---- | ---- | ---- | ---- |
| 354  | 340  | 312  | 173  | 219  | 230  | 206  | 232  | 232  |

| 1962 | 1968 | 1975 | 1982 | 1990 | 1999 | 2005 | 2006 | 2010 |
| ---- | ---- | ---- | ---- | ---- | ---- | ---- | ---- | ---- |
| 264  | 303  | 402  | 455  | 599  | 585  | 595  | 599  | 670  |

| 2015 | 2020 | 2022 | - | - | - | - | - | - |
| ---- | ---- | ---- | - | - | - | - | - | - |
| 642  | 615  | 605  | - | - | - | - | - | - |

#### Pyramide des âges
La population de la commune est relativement jeune.
En 2018, le taux de personnes d'un âge inférieur à 30 ans s'élève à 31,4 %, soit en dessous de la moyenne départementale (37,3 %). À l'inverse, le taux de personnes d'âge supérieur à 60 ans est de 27,0 % la même année, alors qu'il est de 22,8 % au niveau départemental.
En 2018, la commune comptait 329 hommes pour 300 femmes, soit un taux de 52,31 % d'hommes, largement supérieur au taux départemental (48,89 %).
Les pyramides des âges de la commune et du département s'établissent comme suit.
| Hommes | Classe d’âge | Femmes |
| ------ | ------------ | ------ |
| 0,0    | 90 ou +      | 1,0    |
| 5,6    | 75-89 ans    | 4,4    |
| 20,8   | 60-74 ans    | 22,2   |
| 27,3   | 45-59 ans    | 22,9   |
| 14,6   | 30-44 ans    | 18,4   |
| 14,3   | 15-29 ans    | 14,7   |
| 17,4   | 0-14 ans     | 16,4   |

| Hommes | Classe d’âge | Femmes |
| ------ | ------------ | ------ |
| 0,5    | 90 ou +      | 1,4    |
| 5,5    | 75-89 ans    | 7,6    |
| 15,6   | 60-74 ans    | 16,3   |
| 20,8   | 45-59 ans    | 20     |
| 19,4   | 30-44 ans    | 19,4   |
| 17,6   | 15-29 ans    | 16,2   |
| 20,6   | 0-14 ans     | 19,1   |

## Culture locale et patrimoine

### Lieux et monuments
- Église Saint-Lucien, reconstruite vers 1922, de style néo-roman, avec un tympan sculpté en 1924 par Henri Vallette et représentant deux anges se prosternant. Les fenêtres de l'abside sont garnies de trois vitraux de style art déco réalisés par le maître verrier parisien Lardeur. Le mobilier comporte deux autels et une chaire, en ébénisterie, également de style art déco[37],[38] ;
- Monument aux morts, inauguré le dimanche 18 juin 1922, devant le cimetière, élevé pour les treize enfants de la commune tombés au champ d'honneur.

### Personnalités liées à la commune
- Charles Mérouvel, pseudonyme de Charles Chartier (1832-1920), romancier et dramaturge français, qui fait construire en 1867 une demeure à Mérouvel, sur un terrain adjacent à celui de ses beaux-parents, après le passage de la ligne de chemin de fer. Sa troisième fille, Charlotte, y est née[réf. nécessaire]